# Leif Hartwig
Leif Hartwig (ur. 9 listopada 1942 w Odense) – duński piłkarz grający na pozycji obrońcy, reprezentant kraju. Zawodnik B 1909 Odense.

## Kariera piłkarska
Leif Hartwig przez całą karierę piłkarską reprezentował barwy B 1909 Odense, w którym grał w latach 1961–1970. W I dywizji duńskiej rozegrał 88 meczów, natomiast w II dywizji duńskiej rozegrał 23 mecze oraz zdobył mistrzostwo Danii 1964, Puchar Danii 1961/1962, a także dwukrotnie awansował do I dywizji duńskiej (1967, 1970).

## Kariera reprezentacyjna
Leif Hartwig w latach 1964–1966 rozegrał 17 meczów w reprezentacji Danii. Debiut zaliczył 11 października 1964 roku na Idrætspark w Kopenhadze w wygranym 2:0 meczu z reprezentacją Norwegii w ramach mistrzostw nordyckich 1964–1967 (wicemistrzostwo), a ostatni mecz rozegrał 30 listopada 1966 roku na Stadionie De Kuip w Rotterdamie w przegranym 2:0 meczu eliminacyjnym mistrzostw Europy 1968 z reprezentacją Holandii.

## Statystyki

### Reprezentacyjne
| Reprezentacja | Rok     | Mecze | Gole |
| ------------- | ------- | ----- | ---- |
| Dania         | 1964    | 7     | 0    |
| Dania         | 1965    | 5     | 0    |
| Dania         | 1966    | 5     | 0    |
| Łącznie       | Łącznie | 17    | 0    |

| Mecze i gole w reprezentacji | Mecze i gole w reprezentacji | Mecze i gole w reprezentacji | Mecze i gole w reprezentacji | Mecze i gole w reprezentacji | Mecze i gole w reprezentacji    | Mecze i gole w reprezentacji |
| Lp.                          | Data                         | Miasto                       | Przeciwnik                   | Wynik                        | Rozgrywki                       | Uwagi                        |
| ---------------------------- | ---------------------------- | ---------------------------- | ---------------------------- | ---------------------------- | ------------------------------- | ---------------------------- |
| 1.                           | 11.10.1964                   | Kopenhaga                    | Norwegia                     | 2:0                          | Mistrzostwa nordyckie 1964–1967 | 90'                          |
| 2.                           | 21.10.1964                   | Kopenhaga                    | Walia                        | 1:0                          | El. Mundialu 1966               | 90'                          |
| 3.                           | 29.11.1964                   | Ateny                        | Grecja                       | 2:4                          | El. Mundialu 1966               | 90'                          |
| 4.                           | 01.12.1964                   | Tel Awiw                     | Izrael                       | 1:0                          | Mecz towarzyski                 | do 55'                       |
| 5.                           | 05.12.1964                   | Bolonia                      | Włochy                       | 1:3                          | Mecz towarzyski                 | 90'                          |
| 6.                           | 09.06.1965                   | Kopenhaga                    | Finlandia                    | 3:1                          | Mistrzostwa nordyckie 1964–1967 | 90'                          |
| 7.                           | 20.06.1965                   | Kopenhaga                    | Szwecja                      | 2:1                          | Mistrzostwa nordyckie 1964–1967 | 90'                          |
| 8.                           | 17.10.1965                   | Kopenhaga                    | ZSRR                         | 1:3                          | El. Mundialu 1966               | 90'                          |
| 9.                           | 27.10.1965                   | Kopenhaga                    | Grecja                       | 1:1                          | El. Mundialu 1966               | 90'                          |
| 10.                          | 01.12.1965                   | Wrexham                      | Walia                        | 2:4                          | El. Mundialu 1966               | 90'                          |
| 11.                          | 30.05.1966                   | Kopenhaga                    | Turcja                       | 0:0                          | Mecz towarzyski                 | 90'                          |
| 12.                          | 21.06.1966                   | Esbjerg                      | Portugalia                   | 1:3                          | Mecz towarzyski                 | 90'                          |
| 13.                          | 26.06.1966                   | Kopenhaga                    | Norwegia                     | 0:1                          | Mistrzostwa nordyckie 1964–1967 | 90'                          |
| 14.                          | 03.07.1966                   | Kopenhaga                    | Anglia                       | 0:2                          | Mecz towarzyski                 | 90'                          |
| 15.                          | 26.10.1966                   | Kopenhaga                    | Izrael                       | 3:1                          | Mecz towarzyski                 | 90'                          |
| 16.                          | 06.11.1966                   | Solna                        | Szwecja                      | 1:2                          | Mistrzostwa nordyckie 1964–1967 | 90'                          |
| 17.                          | 30.11.1966                   | Rotterdam                    | Holandia                     | 0:2                          | El. Euro 1968                   | 90'                          |

## Sukcesy
B 1909 Odense
- Mistrzostwo Danii: 1964
- Puchar Danii: 1962
- Awans do I dywizji duńskiej: 1967, 1970

Reprezentacyjne
- Wicemistrzostwo Danii: 1964–1967